# Časová pásma v Mongolsku

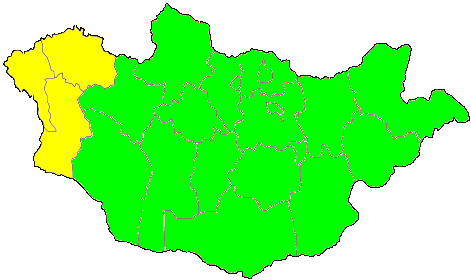
Časová pásma
UTC+7
UTC+8

Časová pásma v Mongolsku pokrývají délkový rozsah 33°25', což odpovídá časovému rozdílu nejvýchodnějšího a nejzápadnějšího cípu území Mongolska 2,21 hodiny, který je rozdělen do dvou standardních časových pásem. Sezónní změna času není zavedena.

## Standardizovaný čas
V Mongolsku jsou zavedena dvě časová pásma. Pásmo UTC+08:00 se používá na většině území. Nejzápadnější ajmagy Bajanölgijský, Chovdský a Uvský však používají UTC+07:00.

### Sezónní změna času
Letní čas není v Mongolsku zaveden.

## Historie
V hlavním městě Ulánbátar byl standardní čas zaveden v roce 1905 na měl hodnotu GMT+7:32. Hned následujícího roku byl upraven na GMT+7 a od tehdy platily v Mongolsku dva časy GMT+7 a GMT+6 na západě. 1. ledna 1978 byly časy posunuty o jednu hodinu, což je stejné jako současná úprava. V letech 1983–1998, 2001–2006 a 2015–2016 Mongolsko aplikovalo letní čas. Téměř současně platila v Mongolsku tři pásma tak, že byl v letech 1983 až 2007 v nejvýchodnější části uplatňován čas UTC+10:00 v létě  a UTC+09:00 v zimě.